# Anastassija Bogatschowa
Anastassija „Nastija“ Bogatschowa (kasachisch Анастасия Богачева; * 2. Februar 1998 in Almaty) ist eine kasachische Rennrodlerin.

## Jugend und Juniorinnen
Nastija Bogatschowa bestritt ihre ersten internationalen Rennen im Rahmen des Jugend-A-Weltcups in der Saison 2014/15. Hier bestritt sie die Rennen in Oberhof und Igls und wurde 31. und 39. 2015/16 bestritt sie dir vier ersten der sechs Saisonrennen. Bestes Ergebnis war ein 31. Platz in Sigulda. Höhepunkt der Jugendzeit waren die Olympischen Jugend-Winterspiele 2016 in Lillehammer, wo sie sich als 18. des Einzelrennens zwischen Margot Boch und Tove Kohala platzierte. In beiden Rennläufen erreichte sie jeweils ebenfalls die 18. Zeit. Im Teamstaffel-Rennen wurde sie mit dem Briten Lucas Gebauer-Barrett und dem Doppel Roman Jefremow/Denis Tatjantschenko in einer gemischten Nationen-Staffel 12. wurde. In Sigulda kam sie zudem erstmals im Weltcup im Rahmen eines Teamstaffel-Rennens zum Einsatz und wurde dort Neunte.

## Übergang zu den Frauen
Seit der Saison 2017/16 startete Bogatschowa bei den Frauen. Ihr erstes Rennen bestritt sie am Königssee, verpasste aber als 28. des Nationencups die Qualifikation für das Hauptrennen. In Sigulda verpasste sie das Hauptrennen als 22. des Nationencups erneut, wenn auch nicht mehr so deutlich. Mit der Teamstaffel belegte sie erneut Rang neun. Es folgten die Weltmeisterschaften 2017 in Igls. Bogatschowa fuhr auf den 43. Platz und wurde 23. in der U-23-Wertung. Anschließend startete sie in Sigulda bei den Junioren-Weltmeisterschaften 2017 und kam dort im Einzelrennen auf den 26., mit der Teamstaffel mit Nikita Kopyrenko sowie Jefremow und Tatjantschenko im Doppelsitzer auf den achten Platz. Ihr letztes Saisonrennen war das vorolympische Nationencup-Rennen in Pyeongchang, in dem sie den 40. Platz belegte.

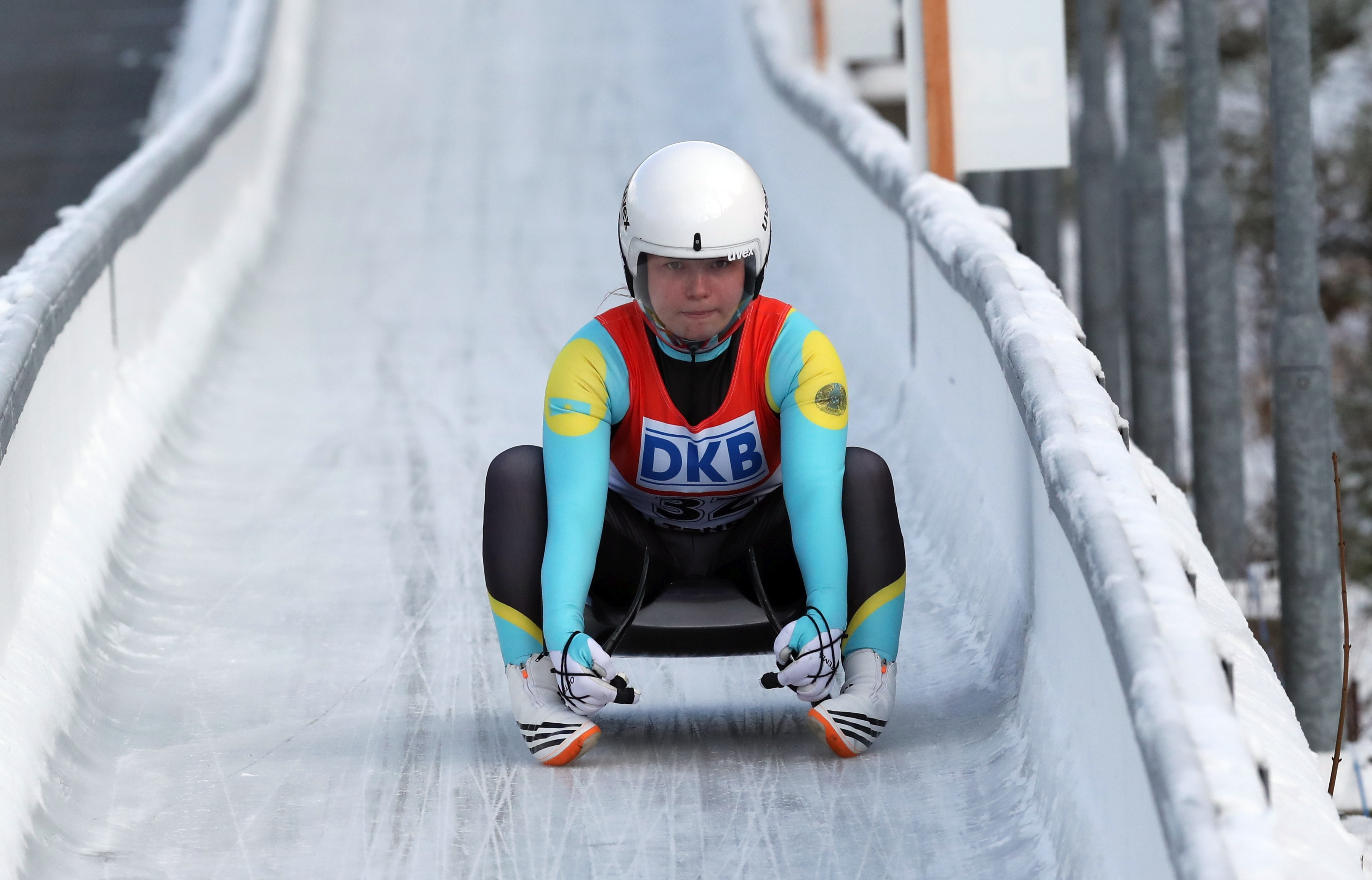
Bogatschowa im Ziel der Asienmeisterschaft/Nationencup 2017 in Altenberg

In der ersten Hälfte der olympischen Saison 2017/18 kam Bogatschowa regelmäßig im Rahmen der Weltcups zum Einsatz. Zum Auftakt der Saison verpasste sie es als 30. in Igls wie auch in den folgenden Rennen sich für die Hauptrennen zu qualifizieren. Mit der Teamstaffel wurde sie 14. In Winterberg fuhr sie auf den 36., in Altenberg auf den 30. Platz. Die Rennen in Sachsen waren zugleich die Asienmeisterschaften 2017, in deren Rahmen sie hinter Sung Eun-ryung und vor Choi Eun-ju Vizemeisterin Asiens wurde. Zudem fuhr sie mit der kasachischen Teamstaffel auf Platz 14. Danach bestritt sie auch die Rennen in Nordamerika und wurde in Calgary 26. des Nationancup-Rennens und 14. des Teamstaffel-Rennens, in Lake Placid verpasste sie als 18. nur knapp eine erstmalige Teilnahme am Weltcup-Hauptrennen. Obwohl Kasachstan einen Nachrückerplatz bei den Frauen besetzen hätten können, verzichtete das NOK Kasachstans auf diese Nominierung, womit nicht Bogatschowa, sondern die Argentinierin Verónica María Ravenna einen Startplatz bei den Olympischen Winterspielen 2018 in Pyeongchang erhielt. Seitdem trat sie international nicht mehr in Erscheinung.

## Statistik

### Ergebnisse bei Meisterschaften

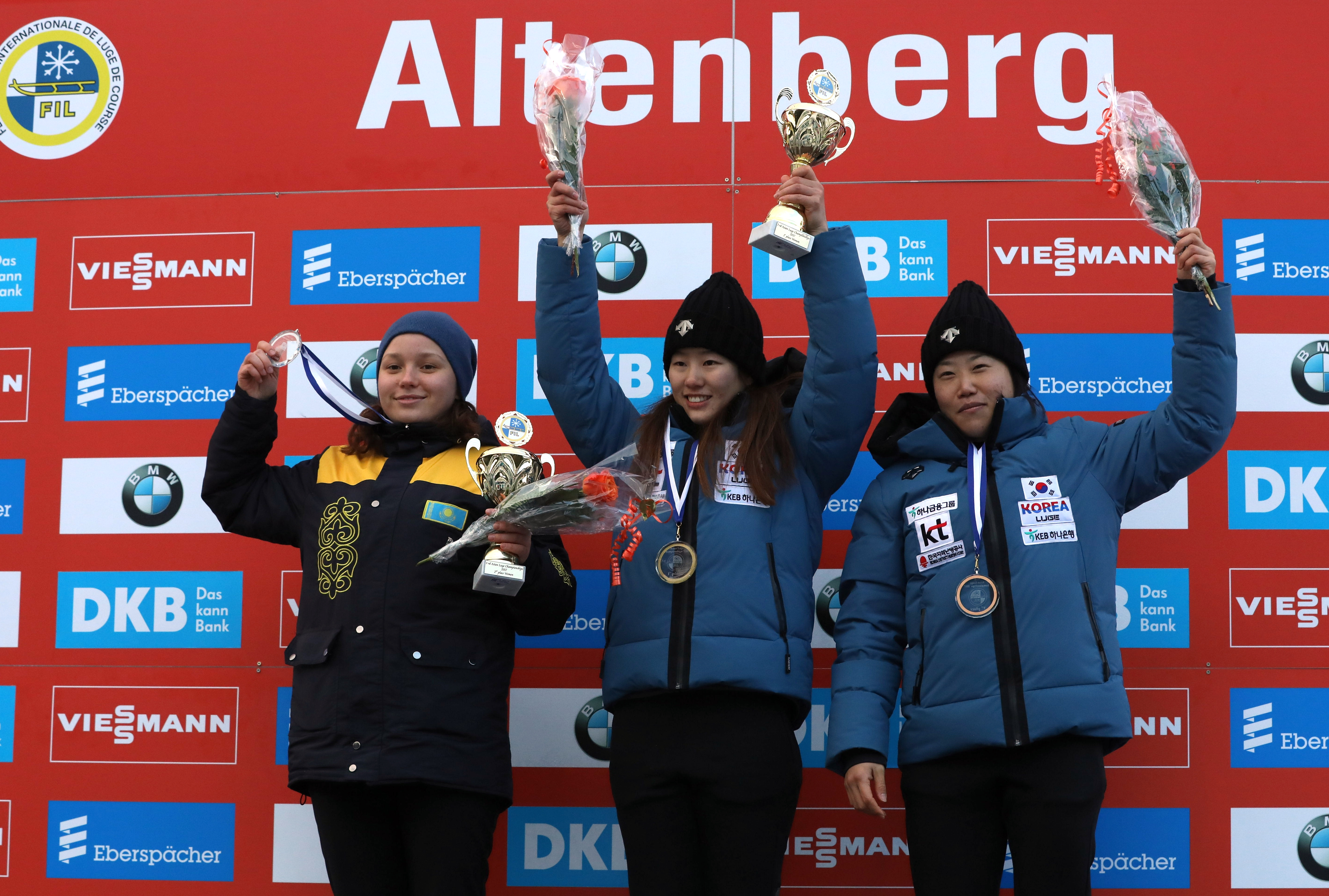
Podium der Asienmeisterschaften 2017; Bogatschowa links

| Jahr | Olympische Spiele | Weltmeisterschaften | Europameisterschaften | U-23-Weltmeisterschaften | U-23-Europameisterschaften | Junioren-Weltmeisterschaften | Junioren-Europameisterschaften |
| ---- | ----------------- | ------------------- | --------------------- | ------------------------ | -------------------------- | ---------------------------- | ------------------------------ |
| 2015 | 0/                | 0–                  | 0–                    | 0–                       | 0–                         | 0–                           | 0–                             |
| 2016 | 018./12. (J)      | 0–                  | 0–                    | 0–                       | 0–                         | 0–                           | 0–                             |
| 2017 | 0/                | 43.                 | 0–                    | 23.                      | 0–                         | 26./8.                       | 0–                             |
| 2018 | 0–                | 0/                  | 0–                    | 0/                       | 0–                         | 0–                           | 0–                             |

### Platzierungen in Gesamtwertungen
| Saison  | Weltcup        | Weltcup        | Weltcup        | Weltcup        | Weltcup       | Weltcup       | Nationencup | Nationencup | Juniorinnen-Weltcup | Juniorinnen-Weltcup | Juniorinnen-Weltcup | Juniorinnen-Weltcup |
| Saison  | Gesamt-Weltcup | Gesamt-Weltcup | Einzel-Weltcup | Einzel-Weltcup | Sprintweltcup | Sprintweltcup | Nationencup | Nationencup | Juniorinnen-Weltcup | Juniorinnen-Weltcup | Juniorinnen-Weltcup | Juniorinnen-Weltcup |
| Saison  | Platz          | Punkte         | Platz          | Punkte         | Platz         | Punkte        | Platz       | Punkte      | Platz               | Punkte              | Platz               | Punkte              |
| ------- | -------------- | -------------- | -------------- | -------------- | ------------- | ------------- | ----------- | ----------- | ------------------- | ------------------- | ------------------- | ------------------- |
| 2014/15 | 0–             | 0–             | 0–             | 0–             | 0–            | 0–            | 0–          | 0–          | 0–                  | 0–                  | 42.                 | 012                 |
| 2015/16 | 0–             | 0–             | 0–             | 0–             | 0–            | 0–            | 0–          | 0–          | 0–                  | 0–                  | 49.                 | 021                 |
| 2016/17 | 46.            | 010            | 0–             | 0–             | 0–            | 0–            | 42.         | 033         | 0–                  | 0–                  | 0–                  | 0–                  |
| 2017/18 | 46.            | 017            | 0–             | 0–             | 0–            | 0–            | 41.         | 054         | 0–                  | 0–                  | 0–                  | 0–                  |